# Avarengo
Avarengo ist eine Rotweinsorte, die in der italienischen Region Piemont kultiviert wird. Zugelassen ist ihr Anbau in der Metropolitanstadt Turin. Sie wird im Allgemeinen nicht reinsortig ausgebaut, sondern als Verschnittpartner in Rotweinen, aber auch als Tafeltraube genutzt. In den 1990er Jahren wurde eine bestockte Rebfläche von 42 Hektar erhoben, die sich in der Nähe von Pinerolo befinden.

## Synonyme
Avarengo ist auch unter den Namen Amarene, Avarena, Avarenc, Avarene, Avarengo Comune, Avarengo Comune Nero, Avarengo di Piemonte, Avarengo Fino, Avarengo Grosso, Avarengo Mezzano, Avarengo Piccolo, Avarengo Rama-Bessa, Avarengo Ramabessa, Avarengo Ramafessa, Boffera, Croassera, Mostera Ivrea, Mostera Nera, Mosterce, Mostero, Mostero Rosso, Mosto, Mostona, Mostosa, Mostoson, Muster, Riondasca, Riondosca, Riundasca und Rondasca bekannt.

## Ampelographische Sortenmerkmale
In der Ampelographie wird der Habitus folgendermaßen beschrieben:
- Die Triebspitze ist offen. Sie ist weißwollig behaart, mit leicht rosafarbenem Anflug. Die Jungblätter sind fast unbehaart und von grünlich-bronzener Farbe.
- Die mittelgroßen Blätter sind fünflappig und tief gebuchtet (siehe auch den Artikel Blattform). Die Stielbucht ist lyren-förmig geschlossen. Das Blatt ist stumpf gezahnt. Die Zähne sind im Vergleich der Rebsorten mittelgroß.
- Die konusförmige Traube ist mittelgroß und dichtbeerig. Die rundlichen Beeren sind mittelgroß und von schwarzbläulich-violetter Farbe.

Die Rebsorte reift ca. 30 Tage nach dem Gutedel und gehört damit zu den Rebsorten der mittleren dritten Reifungsperiode (siehe das Kapitel im Artikel Rebsorte). Sie gilt somit als spät reifend.
Avarengo ist eine Varietät der Edlen Weinrebe (Vitis vinifera). Sie besitzt zwittrige Blüten und ist somit selbstfruchtend. Beim Weinbau wird der ökonomische Nachteil vermieden, keinen Ertrag liefernde, männliche Pflanzen anbauen zu müssen.